# Tiny Wings
Tiny Wings es un videojuego de iOS desarrollado por Andreas Illiger. Fue lanzado en la App Store el 18 de febrero de 2011, y desde entonces se convirtió en un éxito de ventas, alcanzando en poco tiempo la primera posición en la tabla de las aplicaciones más vendidas, sobrepasando a Angry Birds. Durante dos semanas, desde finales de febrero hasta inicios de marzo de 2011, fue la aplicación con mayores ganancias netas de toda la App Store.

## El juego
El juego trata acerca de un pequeño pájaro que sueña con poder volar, pero no puede hacerlo debido a que sus alas son muy pequeñas, así que se desliza a través de colinas para ganar velocidad y poder elevarse lo más posible.
Durante el juego, el jugador debe asegurarse de que el ave tome las curvaturas de las colinas lo mejor posible, de modo que se gane velocidad en cada deslizamiento.
El juego premia ciertas acciones especiales (como hacer deslizamientos perfectos y elevarse tan alto como para tocar las nubes) con puntos adicionales. Además, hacer tres deslizamientos perfectos causa que el jugador ingrese en "fever mode", que brinda puntos adicionales mientras se hagan deslizamientos perfectos únicamente.